# Karen LeBlanc
 (décembre 2016).
Si vous disposez d'ouvrages ou d'articles de référence ou si vous connaissez des sites web de qualité traitant du thème abordé ici, merci de compléter l'article en donnant les références utiles à sa vérifiabilité et en les liant à la section « Notes et références ».
Pour les articles homonymes, voir LeBlanc.
Karen LeBlanc est une actrice canadienne de cinéma, de télévision et de comédie musicale. Elle a pris part entre autres aux séries télévisées Playmakers, Shattered, Cracked, Material World, Producing Parker, Defying Gravity, Platinum, Soul et ReGenesis, et les films Dancing Girls, L'École des champions, Nurse.Fighter.Boy, La Cadillac de Dolan et High Chicago.

## Filmographie

### Cinéma
- 2008 : Nurse.Fighter.Boy de Charles Officer (en) : Jude
- 2008 : Dancing Girls (Make It Happen) de Darren Grant (en) : Brenda
- 2009 : La Cadillac de Dolan (Dolan's Cadillac) de Jeff Beesley : Delta
- 2009 : High Chicago de Alfons Adetuyi (en) : Ruth
- 2017 : Mobile Homes de Vladimir de Fontenay : Sondra
- 2019 : Astronaut de Shelagh McLeod (en) : Elisa
- 2022 : Control de James Mark : La Voix
- 2024 : She Came Back de Megan Follows : Dre Ivy

### Télévision
- 2000 : Le père Noël a disparu (Santa Who?) (Téléfilm) : Lenny le caméraman
- 2021 - 2023 : Ginny et Georgia : Lynette Miller (4 épisodes)
- 2022 - 2023 : Fire Country : Dr. Lilly Crawford (3 épisodes)
- 2023 : Au banc des accusés : Alisa Gomillion (saison 1, épisode 4)